# Trwałoporka świerkowa

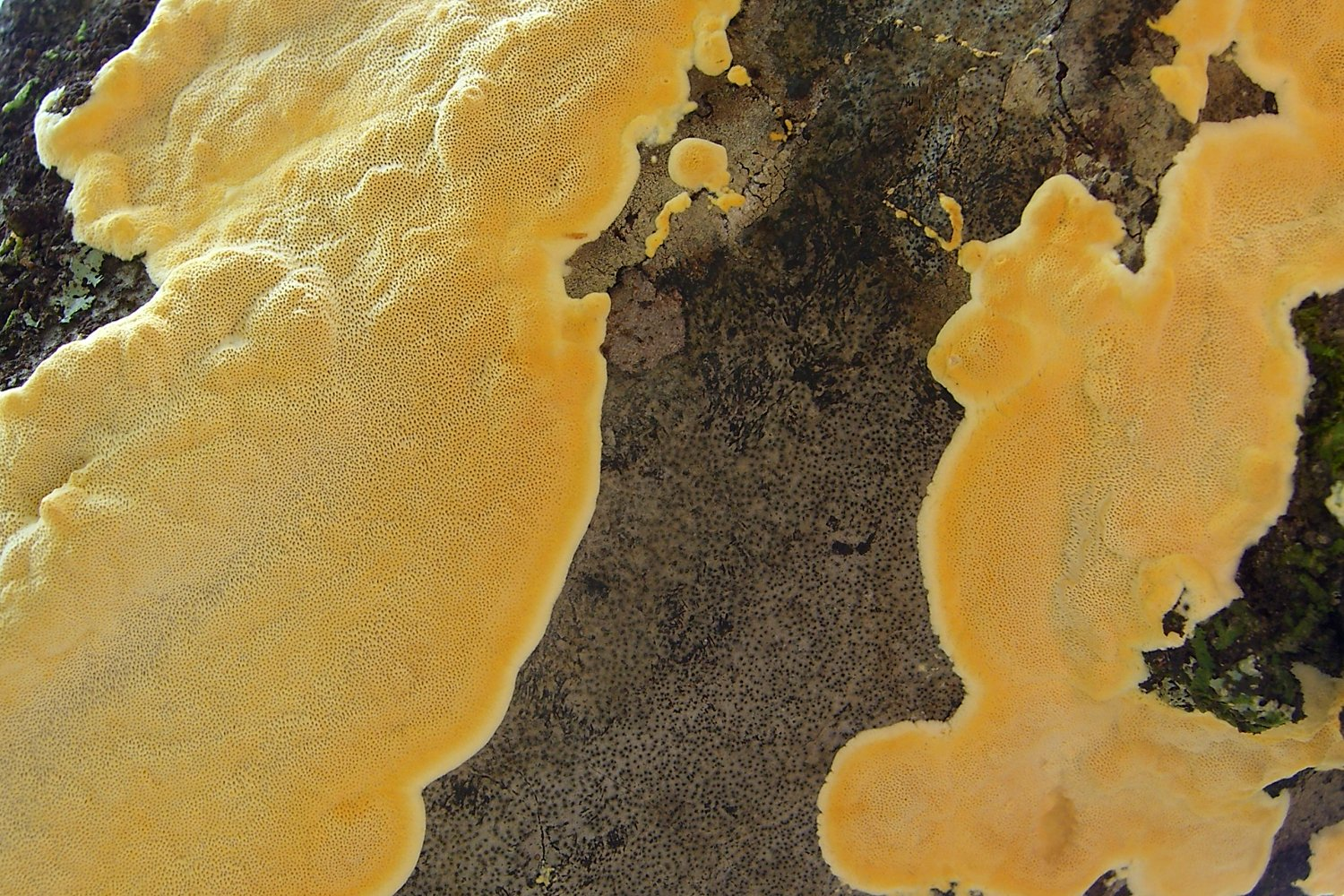
Hymenofor

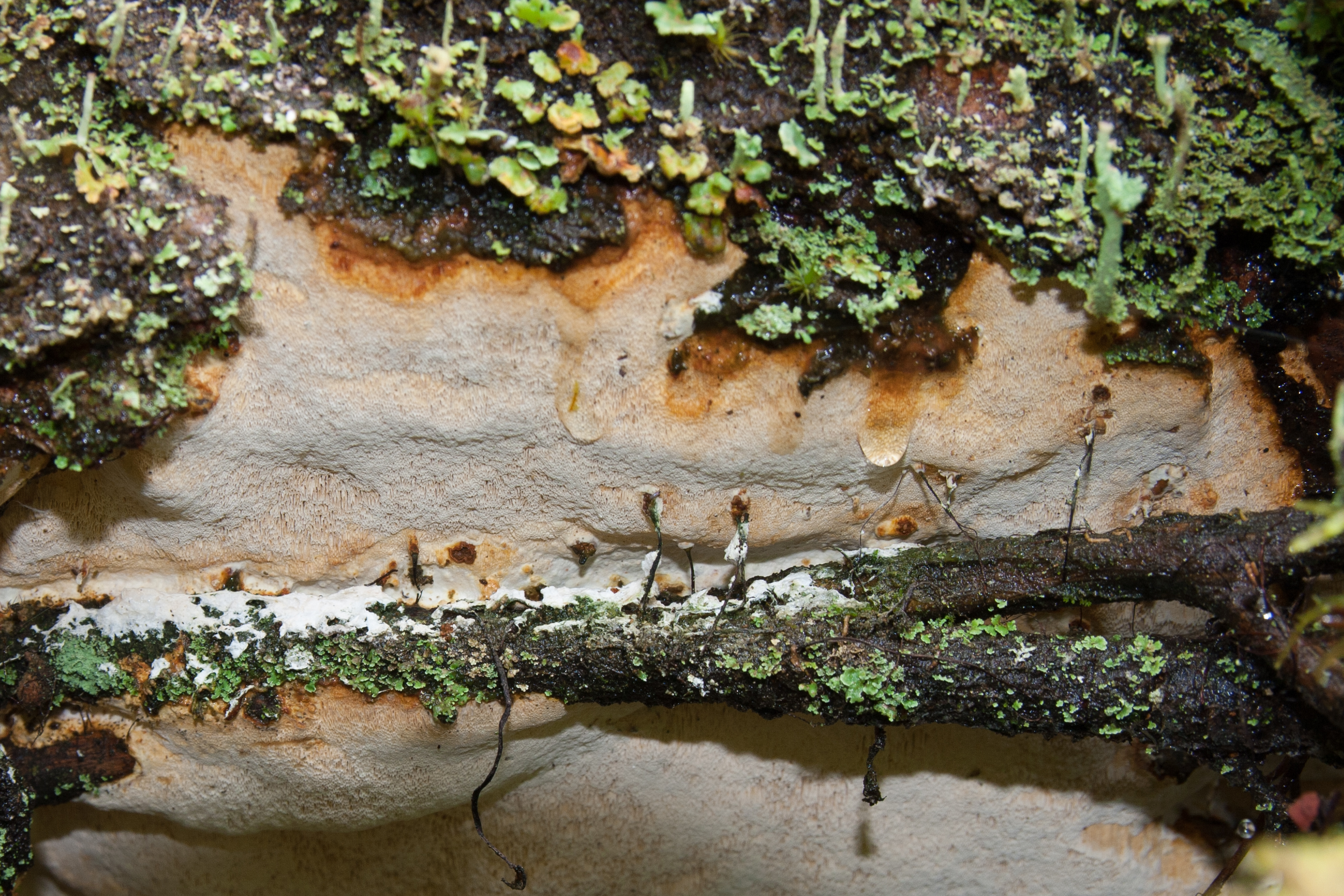

Trwałoporka świerkowa (Perenniporia subacida (Peck) Donk) – gatunek grzybów należący do rodziny żagwiowatych (Polyporaceae). 

## Systematyka i nazewnictwo
Pozycja w klasyfikacji według Index Fungorum: Perenniporia, Polyporaceae, Polyporales, Incertae sedis, Agaricomycetes, Agaricomycotina, Basidiomycota, Fungi.
Po raz pierwszy gatunek ten w 1885 r. Ch.H. Peck zdiagnozował jako Polyporus subacidus.  Według Index Fungorum za prawidłową uznaje się diagnozę Donka, który w 1967 r. zaliczył go do rodzaju Perenniporia. 
Synonimy:

- Chaetoporus subacidus (Peck) Bondartsev & Singer 1941
- Oxyporus subacidus (Peck) Komarova 1961
- Polyporus subacidus Peck 1885
- Polyporus subacidus var. stalactiticus Pec 1885
- Polyporus subacidus Peck 1885 var. subacidus
- Polyporus subacidus var. tenuis Peck 1885
- Polyporus subacidus var. tuberculosus Peck 1885
- Polyporus subacidus var. vesiculosus Peck 1885
- Poria colorea Overh. & Englerth 1942
- Poria fuscomarginata Berk. ex Cooke 1886
- Poria subacida (Peck) Sacc. 1888
- Poria subaurantia Berk. ex Cooke 1886

Nazwę polską zaproponował Władysław Wojewoda w 2003 r. W polskim piśmiennictwie mykologicznym gatunek ten opisywany był wcześniej przez Stanisława Domańskiego jako porzyca kwaskowata.

## Morfologia
Owocnik
Wieloletni, rozpostarty, rzadziej rozpostarto-odgięty, trudny do oddzielenia od podłoża. Osiąga grubość do 1,5 cm. W stanie wilgotnym jest miękki, kruchy, nieco korkowaty, w stanie suchym twardy. Powierzchnia gładka, o barwie od kremowej do słomkowej, w świetle błyszcząca. Obrzeże białawe lub w kolorze kości słoniowej, strzępiaste, miękkie, o szerokości do 2 mm. Hymenofor rurkowy. Rurki stożkowate, mogą tworzyć kilka warstw, każda o grubości do 4 mm. Warstwy są wyraźnie oddzielone. Pory rurek okrągłe lub wielokątne, bardzo drobne – w liczbie  4–5 (6) na mm. 
Cechy mikroskopowe;
System strzępkowy trimityczny. Strzępki generatywne hialinowe, rzadkie, o szerokości 3–5 μm, często ze sprzążkami. Strzępki szkieletowe dominujące w tramie i kontekście, nierozgałęzione lub bardzo rzadko rozgałęzione, elastyczne, grubowarstwowe, silnie amyloidalne, o szerokości 3–6 μm. Strzępki łącznikowe występują bardzo rzadko, są silnie rozgałęzione i cienkie (2–3 μm). W hymenium brak cystyd, występują natomiast wrzecionowate, równe z hymenium, lub nieco wystające cystydiole o rozmiarach 13–35 × 4,5–6 μm ze sprzążką w podstawie. Podstawki maczugowate, 4-sterygmowe o rozmiarach  20–40 × 5,5–8,5 μm, ze sprzążką w nasadzie. Zarodniki o kształcie od jajowatego do szeroko elipsoidalnego, z wyraźnie spiczastymi końcami,  brodawkowate, hialinowe, o różnej grubości ścian, lekko amyloidalne, o wymiarach  4,5–6 × 3,5 × 4,5 μm.

## Występowanie i siedlisko
Występuje w Ameryce Północnej, Europie, Azji Północnej i Japonii. W Polsce jest rzadki. W literaturze naukowej do 2003 r. podano tylko stanowiska w Puszczy Augustowskiej i Puszczy Białowieskiej. Znajduje się na Czerwonej liście roślin i grzybów Polski. Ma status V – gatunek narażony, który w najbliższej przyszłości zapewne przesunie się do kategorii wymierających, jeśli nadal będą działać czynniki zagrożenia. Znajduje się na listach gatunków zagrożonych także w Norwegii, Szwecji i Finlandii.  
Występuje w lasach, głównie na martwym drewnie drzew iglastych, rzadziej liściastych. Najczęściej występuje na drewnie świerków. Powoduje białą zgniliznę drewna.

## Gatunki podobne
Trwałoporka świerkowa od trwałoporki różnobarwnej Perenniporia medulla-panis odróżnia się miejscem występowania – na drzewach iglastych, zwłaszcza na świerku. Mikroskopowo odróżniają ją także bardzo cienkie, rozgałęzione i silnie amyloidalne strzępki.